# Електрометалургійний завод у Лавертоні
Електрометалургійний завод у Лавертоні – виробничий майданчик на південному сході Австралії у індустріальній зоні Лавертон (на околиці Мельбурну).
У 1983 році на майданчику заводу ввели в дію розраховану на переробку брухту електросталеплавильну піч ємністю 83 тонни, що працює разом з машиною безперервного виливу сортової заготовки. Станом на кінець 2010-х річна потужність заводу по сталі становила 600 (за іншими даними – 710) тисяч тонн на рік.
В 1984-му запустили прокатний стан для випуску будівельної арматури, обладнання якого перемістили з одного із канадських підприємств. У 1988-му зазначений стан також отримав спроможність випускати певний обсяг катанки, а в 1996-го унаслідок масштабної модернізації цей сектор перетворили на повноцінний прокатний стан для катанки. Станом на середину 2010-х загальна потужність прокатного виробництва становила 780 тисяч тонн на рік, з яких 550 тисяч тонн припадали на стан катанки. Частину необхідної сортової заготовки може постачати металургійний комбінат у Ваяллі.
Завод запустила компанія Smorgon Steel, яка в 1987-му після злиття з Humers ARC стала Smorgon ARC. В 2007-му завод викупила компанія OneSteel (утворилась за кілька років до того шляхом виділення металургійних активів гірничодобувного гіганту BHP). В 2017-му OneSteelпридбав індійський інвестор, після чого вона змінила назву на Liberty Onesteel, а у 2019-му стала InfraBuild.